# Светско првенство у атлетици у дворани 2014 — штафета 4 × 400 метара за мушкарце
Трка штафета 4 х 400 м у мушкој конкуренцији на Светском првенству у атлетици у дворани 2014. одржана је 8. и 9. марта у Ерго Арени у Сопоту (Пољска).
Титулу освојену у Истанбулу 2012, бранила је штафета САД.

## Освајачи медаља
| |                                                                                           |                                                                                              |
| САД Кајл Клемонс Дејвид Вербург Кинд Батлер III Калвин Смит млађи Клејтон Парос* Rickey Babineaux* | Уједињено Краљевство Конрад Вилијамс Џејми Боуи Лук Ленон-Форд Најџел Левин Мајкл Бингам* | Јамајка Ерол Нолан Allodin Fothergill Akheem Gauntlett Едино Стил Дејн Хајат* Џермејн Браун* |

## Рекорди пре почетка Светског првенства 2014.
Стање 6. март 2014. 
| Светски рекорд                                   | 3:02,83 | Сједињене Државе                      | Маебаши, Јапан       | 07. март 1999.    |
| Рекорд светских првенстава                       | 3:02,83 | Сједињене Државе                      | Маебаши, Јапан       | 07. март 1999.    |
| Најбољи резултат сезоне                          | 3:04,46 | Универзитет Флорида, Сједињене Државе | Фејетвил, САД        | 01. фебруар 2014. |
| Афрички рекорд                                   | 3:09,76 | Нигерија                              | Лисабон, Португалија | 10. март 2001.    |
| Азијски рекорд                                   | 3:05,90 | Јапан                                 | Маебаши, Јапан       | 06. март 1999.    |
| Северноамерички рекорд                           | 3:02,83 | Сједињене Државе                      | Маебаши, Јапан       | 07. март 1999.    |
| Јужноамерички рекорд                             | 3:10,50 | Бразил                                | Париз, Француска     | 08. март 1997.    |
| Европски рекорд                                  | 3:03,01 | Пољска                                | Маебаши, Јапан       | 07. март 1999.    |
| Океанијски рекорд                                | 3:08,49 | Аустралија                            | Севиља, Шпанија      | 10. март 1991.    |
| Рекорди после завршетка Светског првенства 2014. |         |                                       |                      |                   |
| Светски рекорд                                   | 3:02,13 | Сједињене Државе                      | Сопот, Пољска        | 9. март 2014.     |
| Најбољи резултат сезоне                          | 3:02,13 | Сједињене Државе                      | Сопот, Пољска        | 9. март 2014.     |
| Афрички рекорд                                   | 3:07,95 | Нигерија                              | Сопот, Пољска        | 8. март 2014.     |

## Квалификациона норма
| дворана или отворено |
| -------------------- |
| нема норме           |

## Стартна листа
Табела представља листу земаља пре почетка првенства у трци штафете 4 х 400 метара у дворани са њиховим најбољим резултатом у сезони 2014, националних рекордом  и националним рекордом земље коју представљају.
| Група | Стаза | Земља                | НРС     | НР      |
| ----- | ----- | -------------------- | ------- | ------- |
| 1     | 2     | Украјина             |         | 3:08,92 |
| 1     | 3     | Шпанија              |         | 3:06,60 |
| 1     | 4     | Јамајка              |         | 3:04,21 |
| 1     | 5     | Пољска               |         | 3:03,01 |
| 1     | 6     | САД                  | 3:04,46 | 3:02,83 |
| 2     | 2     | Нигерија             |         | 3:09,76 |
| 2     | 3     | Јапан                |         | 3:05,90 |
| 2     | 4     | Русија               |         | 3:04,82 |
| 2     | 5     | Бахаме               | 3:07,30 | 3:08,76 |
| 2     | 6     | Уједињено Краљевство | 3:06,27 | 3:03,20 |

## Сатница
| Датум        | Време | Ниво          |
| ------------ | ----- | ------------- |
| 8. март 2014 | 11:50 | Квалификације |
| 9. март 2014 | 18:40 | Финале        |

## Резултати

### Квалификације
За 8 места у финалу квалификовале су се по две првопласиране штафете из обе квалификационе групе (КВ) и две штафете по постигнутом резултату (кв).,
| Поз. | Група | Штафета              | Атлетичари                                                         | Резултат | Нап.    |
| ---- | ----- | -------------------- | ------------------------------------------------------------------ | -------- | ------- |
| 1.   | 1     | САД                  | Клејтон Парос, Ricky Babineaux, Кинд Батлер III, Калвин Смит млађи | 3:04,36  | КВ      |
| 2.   | 2     | Уједињено Краљевство | Конрад Вилијамс, Мајкл Бингам, Џејми Боуи, Лук Ленон-Форд          | 3:06,09  | КВ, НРС |
| 3.   | 1     | Јамајка              | Ерол Нолан, Allodin Fothergill, Дејн Хајат, Џермејн Браун          | 3:06,12  | КВ, НРС |
| 4.   | 1     | Пољска               | Каспер Козловски, Patryk Dobek, Лукаш Кравчук, Јакуб Кжевина       | 3:06,50  | кв, НРС |
| 5.   | 2     | Русија               | Лав Мосин, Денис Кудрјавцев, Aleksandr Khyutte, Владимир Краснов   | 3:06,63  | КВ, НРС |
| 6.   | 1     | Украјина             | Виталиј Бутрим, Јевхен Хутсол, Дмитрија Бикулов, Данило Дануленко  | 3:07,54  | кв, НР  |
| 7.   | 2     | Нигерија             | Tobi Ogunmola, Noah Akwu, Salihu Isah, Кристијан Мортон            | 3:07,95  | АФР     |
| 8.   | 2     | Бахаме               | Рамон Милер, Мајкл Матје, Andretti Bain, Латој Вилијамс            | 3:09,79  |         |
| 9.   | 1     | Шпанија              | Марк Ујакпор, Самуел Гарсија, Daniel Andújar, Кевин Лопез          | 3:10,17  | НРС     |
| 10.  | 2     | Јапан                | Кенго Јамазаки, Kaisei Yui, Nobuya Kato, Јузо Канемару             | 3:12,63  | НРС     |

### Финале
| Поз. | Штафета              | Атлетичари                                                                   | Резултат | Нап. |
| ---- | -------------------- | ---------------------------------------------------------------------------- | -------- | ---- |
|      | САД                  | Кајл Клемонс, Дејвид Вербург, Кинд Батлер III, Калвин Смит млађи             | 3:02,13  | СР   |
|      | Уједињено Краљевство | Конрад Вилијамс, Џејми Боуи, Лук Ленон-Форд, Најџел Левин                    | 3:03,49  | НРС  |
|      | Јамајка              | Ерол Нолан, Allodin Fothergill, Akheem Gauntlett, Едино Стил                 | 3:03,69  | НР   |
| 4    | Пољска               | Каспер Козловски, Рафал Омелко, Михал Пјетжак, Јакуб Кжевина                 | 3:04,39  | НРС  |
| 5    | Русија               | Константин Петријашов, Денис Кудрјавцев, Aleksandr Khyutte, Владимир Краснов | 3:07,12  |      |
| 6    | Украјина             | Виталиј Бутрим, Јевген Гуцол, Дмитрија Бикулов, Данило Дануленко             | 3:08,79  |      |